# Незаменимые аминокислоты

21 протеиногенная α-аминокислота эукариот, сгруппированные согласно радикалам.

Незаменимые аминокислоты — необходимые аминокислоты, которые не могут быть синтезированы в том или ином организме. Для разных видов организмов список незаменимых аминокислот различен. Все белки, синтезируемые организмом, собираются в клетках из 20 базовых аминокислот, только часть из которых может синтезироваться организмом. Невозможность сборки определённого белка организмом приводит к нарушению его нормальной работы, поэтому необходимо поступление незаменимых аминокислот в организм с пищей.

Незаменимыми для взрослого здорового человека являются 8 аминокислот: валин, изолейцин, лейцин, лизин, метионин, треонин, триптофан и фенилаланин; также часто к незаменимым относят гистидин; (F V T W M L I K H). Для детей также незаменимым является аргинин.
6 других аминокислот (R C G Q P Y) считаются условно незаменимыми в питании человека, что означает ограниченные возможности их синтеза в зависимости от состояния организма, например у новорожденных и больных людей..
5 аминокислот (A D N E S) — заменимые у человека, означает что они могут синтезироваться в достаточных количествах в организме.

## Роль незаменимых для человека аминокислот
В результате дефицита необходимых аминокислот в организме человека нарушается синтез белков, что приводит к ослаблению функций памяти и умственных способностей, снижению иммунитета (сопротивляемости организма болезням). В то же время избыток потребления несбалансированного белка приводит к перегрузке работы органов, в первую очередь печени и почек. Ценность потребляемого с пищей белка для человека определяется его сбалансированностью по содержанию незаменимых аминокислот.

## Рекомендованная суточная норма
Рассчитать требования к рекомендованной суточной норме достаточно сложно; эти значения претерпели значительные изменения за последние 20 лет. Следующая таблица представляет список рекомендованных ВОЗ и Национальной библиотекой медицины США суточных норм для взрослого человека. [уточнить](для какого возраста и при какой работе, умственной, физической, напряжённость труда?)
| Аминокислота(ы)           | ВОЗ мг на 1 кг веса тела | ВОЗ мг для веса 70 кг | США мг на 1 кг веса тела | Кодирующий кодон генетического кода       |
| ------------------------- | ------------------------ | --------------------- | ------------------------ | ----------------------------------------- |
| H Гистидин                | 10                       | 700                   | 14                       | CAU, CAC                                  |
| I Изолейцин               | 20                       | 1400                  | 19                       | AUU, AUC, AUA                             |
| L Лейцин                  | 39                       | 2730                  | 42                       | UUA, UUG, CUU, CUC, CUA, CUG              |
| K Лизин                   | 30                       | 2100                  | 38                       | AAA, AAG                                  |
| M Метионин + C Цистеин    | 10,4 + 4,1 (15 всего)    | 1050 всего            | 19 всего                 | Метионин: AUG; Цистеин: UGU, UGC.         |
| F Фенилаланин + Y Тирозин | 25 (всего)               | 1750 всего            | 33 всего                 | Фенилаланин: UUU, UUC; Тирозин: UAU,UAC . |
| T Треонин                 | 15                       | 1050                  | 20                       | ACU, ACC, ACA, ACG                        |
| W Триптофан               | 4                        | 280                   | 5                        | UGG                                       |
| V Валин                   | 26                       | 1820                  | 24                       | GUU, GUC, GUA, GUG                        |

Рекомендованная суточная норма для детей от 3 лет и старше на 10-20 % выше, чем для взрослого.